# Rion-des-Landes
Rion-des-Landes község Franciaország Új-Aquitania régiójában, Landes megyében. 2017. január 1-jén egyesült Boos korábbi községgel. Az egyesüléskor az új község lélekszáma 2978 fő lett.
Lakosainak száma 3115 fő (2022. január 1.). Rion-des-Landes Beylongue, Carcen-Ponson, Laluque, Lesgor, Lesperon, Morcenx-la-Nouvelle, Onesse-Laharie, Taller, Villenave és Morcenx községekkel határos.

## Népesség
A település népessége az elmúlt években az alábbi módon változott:
| Lakosok száma | 2937 | 2986 | 3012 | 3023 | 3065 | 3084 | 3115 |
|               | 2015 | 2017 | 2018 | 2019 | 2020 | 2021 | 2022 |